# Oliver Skipp
Oliver William Skipp (ur. 16 września 2000 w Welwyn Garden City) – angielski piłkarz występujący na pozycji pomocnika. Młodzieżowy reprezentant Anglii.